# Tornado (веб-сервер)
Tornado је прилагодљив, веб сервер и фрејмворк веб апликације написаног у Пајтону. Направљен је за коришћење са FriendFeed; компанија је купљена од стране Facebook-а током 2009. и Tornado је постао убрзо типа отвореног кода.

## Перформансе
Tornado је познат по својим високим перформансама. Покушава да реши C10k проблем који задешава друге сервере. Следећа табела приказује резултате тестова Tornado-а у поређењу са другим серверима који су базирани на Пајтону:
| Сервер   | Поставка                   | Захтеви по секунди |
| -------- | -------------------------- | ------------------ |
| Tornado  | nginx, четири предња краја | 8213               |
| Tornado  | један предњи крај          | 3353               |
| Django   | Apache/mod_wsgi            | 2223               |
| web.py   | Apache/mod_wsgi            | 2066               |
| CherryPy | Самосталан                 | 785                |

## Модули
- Асинхрони MongoDB драјвер назван Motor.
- CouchDB драјвери названи corduroy и trombi.
- Асинхрони драјвер за PostgreSQL који пакује psycopg Архивирано на веб-сајту  (18. новембар 2015) назван Momoko